# 浅井井規
浅井 井規（あざい いのり）は、戦国時代から安土桃山時代にかけての武将。近江の戦国大名・浅井長政の家臣。通称は七郎。

## 略歴
浅井井伴（木工助）の子。横山城主だった浅井井演（越中守）は祖父。
元亀2年（1571年）5月6日、浅井長政が再び近江姉川に陣をしいて、織田方に奪われた横山城と対峙し、先手足軽大将の井規（七郎）に5千（の一揆勢）を託して、堀秀村・樋口直房が篭る鎌刃城に攻めさせた。ところが、横山城の守将・木下秀吉は城にたっぷりと兵を残し、自分は百騎ほどをつれて山の裏側を回って箕浦に駆けつけて堀・樋口隊に合流。5〜6百の足軽勢で、浅井方の一揆勢5千を撃破し、井規を八幡方面へ敗走させた。長政は為す術もなく兵を撤収させた。（箕浦合戦）
同年8月18日、織田信長が5万騎で坂田郡横山に陣をしいた。そのうち柴田勝家・佐久間信盛・市橋長利に指揮された4万の織田勢は、小谷城の防備を丸裸にするために、浅井方の山本山城との間の要害や村々を焼き払って、翌日、横山に帰還しようとしたので、浅井長政は、小谷からは井規（七郎）と浅井玄蕃亮を侍大将に2千を繰り出し、山本山からは阿閉貞征を出して追撃。柴田の後衛の原田備中守を破って、織田勢を追い払った。信長は横山から翌日佐和山へと陣を後退させた。
元亀3年（1572年）7月、信長は嫡男・信忠を伴い、大軍を率いて小谷城に対峙する虎御前山に本陣をしくと、虎御前山城の築城を開始し、虎御前山から横山城までの3里にわたって要害を作るように命じた。朝倉義景が1万5千を率いて来援したが、小谷山の山頂にある大嶽城に入って遠巻きにするだけだったので、9月には信長親子は帰還した。11月3日、浅井・朝倉勢はようやく動き出し、井規（七郎）を足軽大将として先駆けさせたが、秀吉が応戦してこれを撃退した。
天正元年（1573年）9月、小谷城籠城戦では、秀吉に内応して織田勢を城内に手引きしたが、織田信長に殺された。『 浅井三代記』では、8月25日、浅井井規（七郎）と小谷城の中の丸の守将であった浅井玄蕃亮・三田村左衛門・大野木土佐守が浅井家を裏切って、助命嘆願を乞う代わりに曲輪を明け渡して秀吉を招き入れて落城の端緒を作ったとあり、戦後、信長は長政の一門でありながら落城際の謀叛とは「見苦しい心底なり諸侍の見せしめにせん」といって誅殺させたという。